# Ingrid Yrivarren
Ingrid Yrivarren Paz (Lima, 1970) es una empresaria peruana de nacimiento y nacionalizada mexicana. Fue Miss Perú Mundo en el año 1992. Posteriormente formó su organización cultural de Viva en el Mundo, conocida por promover la cultura peruana a nivel internacional, en la que es la directora.

## Biografía
Desde los 17 años, incursiona como presentadora de noticias en diversos canales de televisión local. En 1992, se coronó en el certamen Miss Perú Mundo.
Realizó sus estudios escolares en el Colegio Sagrados Corazones Recoleta de Perú. Egresó en 1986.
Estudió Ciencias de la Comunicación en la Universidad de Lima y se especializó en Producción de Televisión y Relaciones Públicas. Obtuvo una maestría en Periodismo en la Universidad Jaime Bausate y Meza en Perú. 
Además, estudió Historia del Arte en el Instituto de Cultura Superior de México.
En 1996, por breve tiempo, fue presentadora del informativo El noticiero de ATV. Además, viajó a Nueva York para trabajar en el programa Cinemanía del canal USA Networks. En el año 2000, decidió mudarse a México por una oferta laboral de Televisa.
En el año 2007, promovió y lanzó el evento Viva Perú realizado en México, en el que se expone toda la riqueza peruana, a fin de crear futuros nexos culturales, económicos y políticos; organizó también Viva México en Perú en el año 2008, evento que ostenta el mismo fin. Es directora de VIVA en el Mundo, organización dedicada a promover la diplomacia privada y crear relaciones entre países. Entre los eventos realizados está la recopilación literaria Viaje al Perú en un poema. Desde entonces reside en ese país.
En 2023 presentó su libró 100 peruanos que debes conocer, centrado en biografías de personalidades peruanas destacadas en el mundo.

## Reconocimientos
- "Anfitriona del año", México 2008 - por su labor en Viva Perú.[10]
- "Anfitriona del año", México 2011 - por su labor en Viva Perú.[11]